# Djedkara
Djedkara, alternativ stavning Djedkare eller Djedkare Isesi, var den åttonde faraonen under Egyptens femte dynasti som härskade ungefär 2410–2380 f. Kr. Dyrkandet av solguden Ra verkar ha minskat i betydelse och istället ökade Osiris popularitet.

## Familjebakgrund
Djedkaras föräldrar är okända. Han kan ha varit son, bror eller kusin till Menkauhor eller Neuserra, men inga säkra bevis finns för endera. Däremot är ett antal av hans barn kända.
Hans söner inkluderar: 
- Isesiankh, begravd is Sakkara.
- Neserkauhor, begravd i Abusir.
- Raemka[3] och Kaemtjenent[2] var möjligen hans söner, men det anses mer troligt de var Menkauhors.

Hans döttrar inkluderar: 
- Chekeretnebti, Kungens dotter av hans kropp, begravd i Abusir.
- Meret-Isesi, Kungens dotter av hans kropp, begravd i Abusir.
- Hedjetnebu, Kungens dotter av hans kropp, begravd i Abusir.
- Nebtiemneferes, Kungens dotter, begravd i Abusir.
- Chentikaus, Kungens dotter av hans kropp, gift med Vesir Senedjemib.

## Regeringstid
Manetho anger att Djedkara regerade i 44 år, men Turinpapyrusen anger bara 28 eller 38 år. En mängd administrativa papyrusar (däribland Abusir papyri) har upptäckts i gravar tillhörande ämbetsmän som jobbade under Djedkara. Det högsta nämnda årtalet som nämns är År 22 IV Akhet dag 12 från en kreaturs-avräkning, vilket tyder på att Djedkara regerade minst i 32-44 år, eftersom dessa avräkningar inte utfördes varje år.
På ett brev från Pepi II som härskade omkring 100 år senare, nämns att Djedkara skickade en expedition till landet Punt och medförde därifrån en "dvärg", förmodligen en pygmé.

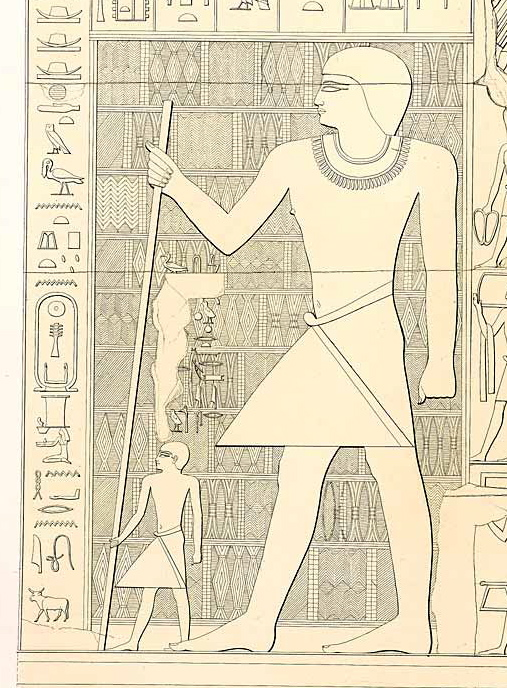
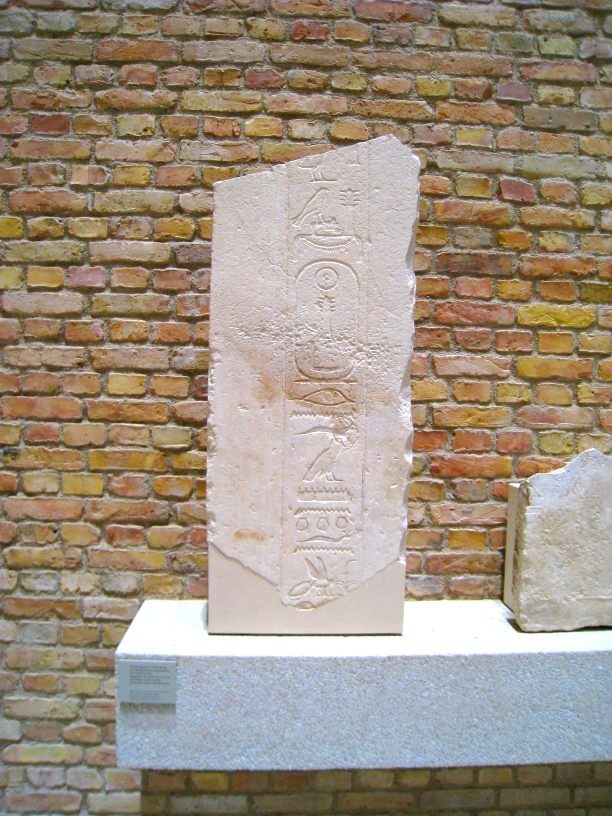
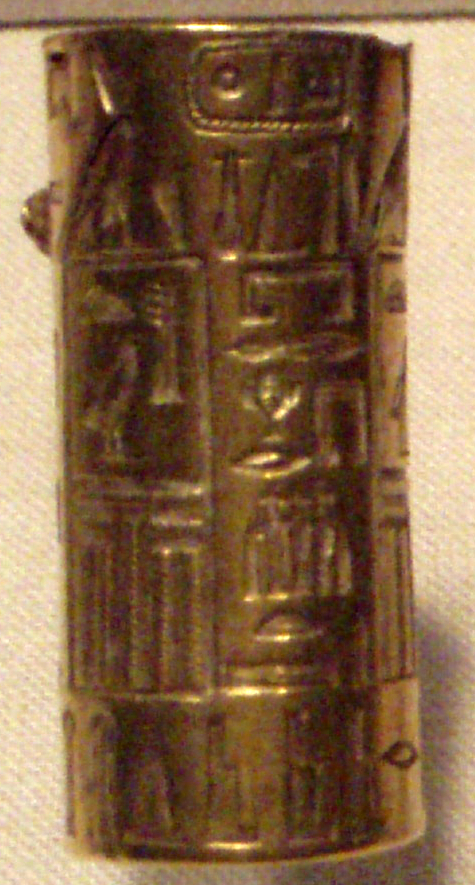